# Pedro Ruiz González

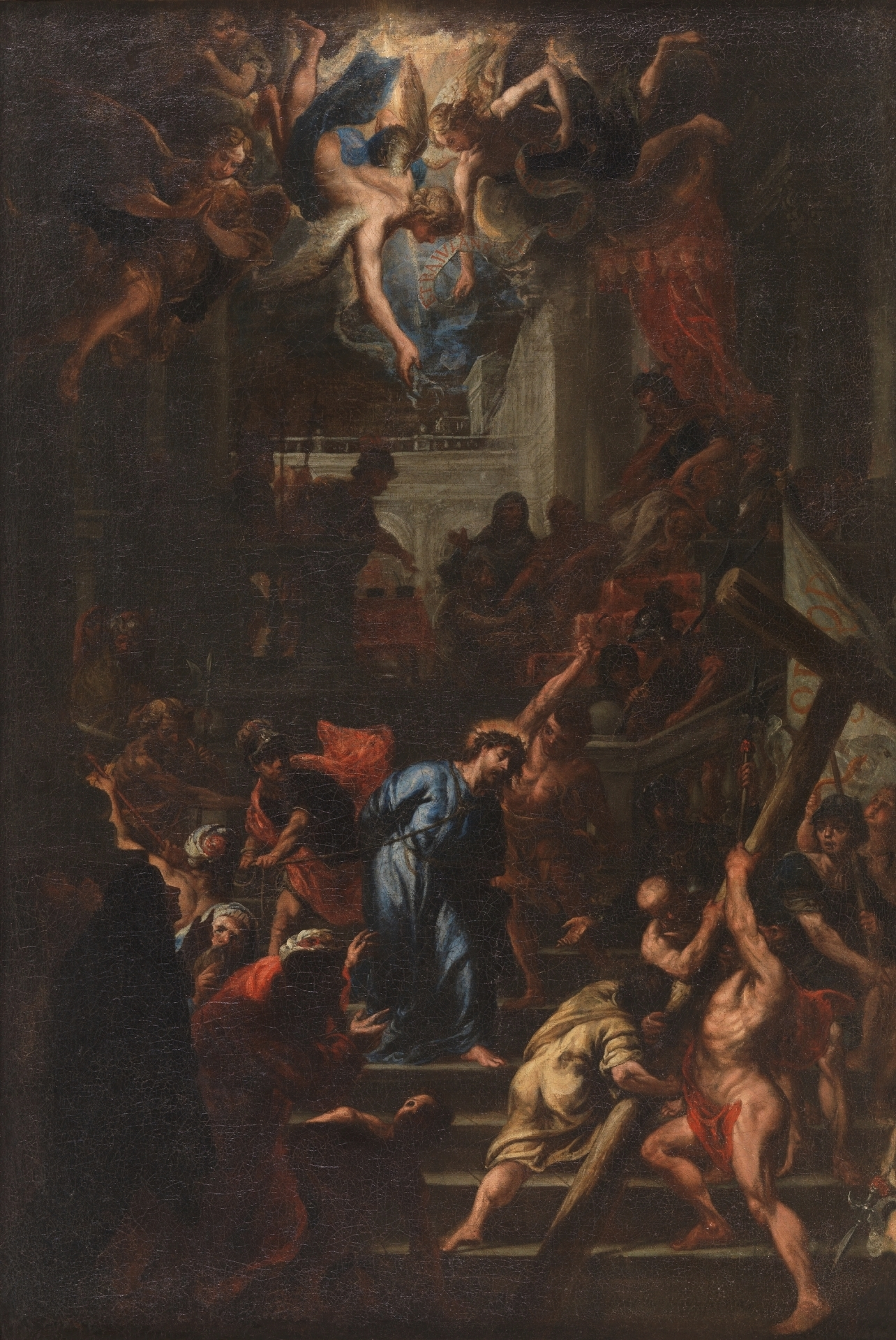
Cristo en el Pretorio también conocido como Jesucristo en la noche de su Pasión, firmado: «ruiz gonzalez ft. 1673». Óleo sobre lienzo, 123 x 83 cm, Madrid, Museo del Prado.

Pedro Ruiz González (Arandilla del Arroyo (Cuenca), c. 1640-Madrid, 1706) fue un pintor barroco español establecido en Madrid, donde se formó con Juan Antonio Frías y Escalante en primer lugar y más adelante con Juan Carreño de Miranda cuya influencia a la larga sería la más determinante.

## Biografía
Aunque Antonio Palomino, su primer biógrafo, que lo conoció y trató, le dice nacido en Madrid, hay constancia de que su nacimiento tuvo lugar en Arandilla, ignorándose la fecha del traslado a Madrid y de su ingreso en el taller de Escalante, que Palomino dice tuvo lugar a edad crecida y tras cursar estudios de gramática, lo que habría hecho de él un pintor erudito, «muy caprichoso» en el pensar y componer. Fallecido Escalante en 1666, Ruiz González debió de llegar a la corte necesariamente antes de esa fecha y es probable que fuese ya maestro independiente en 1663, cuando casó con Juana de Escobedo. En Madrid se le encuentra documentado en 1673, ocupado en la tasación de las pinturas de don Francisco de Orcasitas, una actividad que desempeñará con cierta frecuencia. El mismo año firmó el pequeño Jesucristo en la noche de su Pasión del Museo del Prado, probablemente el mismo cuadro que Palomino mencionaba como un «borroncillo» con Jesús en el Pretorio «cuando le iban a poner la Cruz a cuestas; que verdaderamente parecía de Pablo Veronés», elogiando especialmente en el pintor su capacidad para idear y componer pequeños bocetos. Junto al color veneciano, la agitada composición rubeniana sería prueba de esa habilidad en la creación de borroncillos, aunque no siempre acertase luego en las grandes composiciones.
En 1675 enviudó de su primera esposa, doña Juana de Escobedo, sin descendencia, como tampoco la tuvo de su segundo matrimonio con Ángela Josefa de España. En agosto de 1688 debía de hallarse gravemente enfermo, pues redactó un primer testamento, y lo volverá a hacer en julio de 1701, en esta ocasión a la vez que su esposa.
Falleció en Madrid en 1706, siendo enterrado en la iglesia de San Millán para la que había pintado tres cuadros desaparecidos en el incendio sufrido por la iglesia en 1720 según la información dada por Palomino.

## Obra

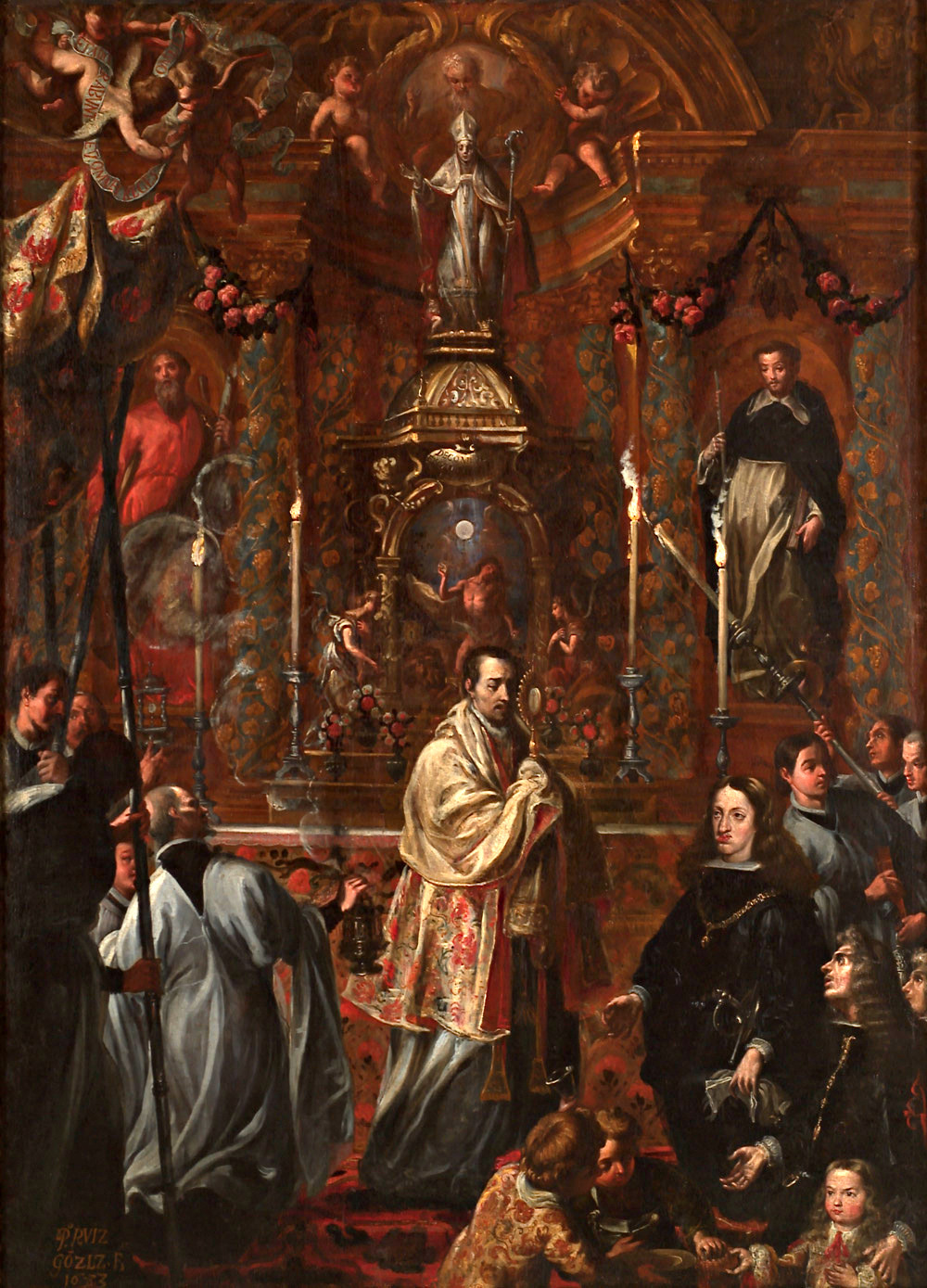
Carlos II ante la Sagrada Forma, óleo sobre lienzo, 232,1 x 166,2 cm, Ponce (Puerto Rico), Museo de Arte de Ponce.

Perdidas buena parte de las pinturas mencionadas por las fuentes, en sus obras conservadas, destinadas en su mayor parte a la iglesia, se refleja la doble influencia de sus maestros Escalante y Carreño, influencia que puede advertirse ya en la primera de sus obras conocidas: la Inmaculada de colección particular gaditana fechada en 1672, o en la pintura del mismo asunto y también de colección privada fechada en 1685, en la que, conservando el esquema romboidal de Carreño, corrige el gesto por influencia de Escalante y dota a su figura de mayor solidez y estabilidad. Su facilidad para el dibujo, destacada por Palomino, se observa en el importante número de ellos que se han conservado, muchas veces meros rasguños vibrantes, y en óleos de composición ágil y movida como el mencionado Cristo en el Pretorio del Museo del Prado o en los lienzos más tardíos de la Transverberación de Santa Teresa y San Pascual Bailón de la iglesia de Magaz de Pisuerga (Palencia). Del Tránsito de San José conservado en la iglesia de la enfermería de la Venerable Orden Tercera de Madrid, que para Antonio Ponz era lo único de interés que se conservaba en ella, destacó Antonio Palomino su habilidad y buen gusto.
Su inventiva y capacidad para componer se pondrán también de manifiesto en el Carlos II ante la Sagrada Forma, fechado en 1683, que procedente de la desaparecida parroquia madrileña de San Luis guarda el Museo de Arte de Ponce en Puerto Rico. En esta obra, en la que se ha visto un precedente de la Sagrada Forma de Claudio Coello, el repertorio de retratos de quienes asisten a la procesión —aun cuando el de Carlos II sea un retrato idealizado—, muestra una vez más la dependencia de Carreño, que también se observa en el retrato de Juan Fernández de Vicuña y Andoin (1678, Museo de Bellas Artes de Álava), uno de los escasos retratos de su mano que se han conservado y, en otro orden, en el retrato a modo de trampantojo de una imagen no identificada de la Virgen en su altar (Toledo, Museo del Greco). Dotes de buen retratista se ponen de manifiesto también, aun tratándose de un retrato imaginario e inspirado en estampas, en el de la Venerable doña Sancha en oración, conservado en la Sala Capitular del convento de las Comendadoras de Santiago de Madrid, tratado con una naturalidad de la que carecen sus modelos.